# Lijst van voetbalinterlands Gibraltar - Griekenland
Deze lijst van voetbalinterlands is een overzicht van alle officiële voetbalwedstrijden tussen de nationale teams van Gibraltar en Griekenland. De landen speelden tot op heden vier keer tegen elkaar. De eerste ontmoeting, een kwalificatiewedstrijd voor het Wereldkampioenschap 2018, werd gespeeld in Loulé (Portugal) op 6 september 2016. Het laatste duel, een kwalificatiewedstrijd voor het Europees kampioenschap voetbal 2024, vond plaats op 10 september 2023 in Athene.

## Wedstrijden
| № | Plaats  | Datum             | Competitie           | Wedstrijd               | Uitslag |
| - | ------- | ----------------- | -------------------- | ----------------------- | ------- |
| 1 | Loulé   | 6 september 2016  | WK 2018 kwalificatie | Gibraltar – Griekenland | 1 – 4   |
| 2 | Piraeus | 10 oktober 2017   | WK 2018 kwalificatie | Griekenland – Gibraltar | 4 – 0   |
| 3 | Loulé   | 24 maart 2023     | EK 2024 kwalificatie | Gibraltar – Griekenland | 0 – 3   |
| 4 | Athene  | 10 september 2023 | EK 2024 kwalificatie | Griekenland – Gibraltar | 5 – 0   |

## Samenvatting
| Competitie      | Totaal gespeeld | Winst Gibraltar | Gelijk | Winst Griekenland | Doelsaldo Gibraltar – Griekenland |
| --------------- | --------------- | --------------- | ------ | ----------------- | --------------------------------- |
| WK-kwalificatie | 2               | 0               | 0      | 2                 | 1 − 8                             |
| EK-kwalificatie | 2               | 0               | 0      | 2                 | 0 − 8                             |
| Totaal          | 4               | 0               | 0      | 4                 | 1 − 16                            |

## Details

### Eerste ontmoeting
| WK 2018 kwalificatie (scheidsrechter Jakob Kehlet, Loulé, 6 september 2016):                                                                                            |              | |
| Gibraltar | 1 – 4        | Griekenland |
| Liam Walker 26' | goals        | 10' Kostas Mitroglou 44' (e.d.) Scott Wiseman 45' Kostas Fortounis 45+2' Vasilis Torosidis |
| Jeff Wood | bondscoach   | Michael Skibbe |
| Jordan Perez Scott Wiseman Roy Chipolina Ryan Casciaro Jean-Carlos Garcia Liam Walker Jamie Bosio 71' Anthony Hernandez Joseph Chipolina Lee Casciaro Jamie Coombes 85' | opstellingen | Orestis Karnezis 71' Giannis Maniatis Giorgos Tzavelas Kostas Manolas Kostas Fortounis 73' Kostas Mitroglou Tasos Bakasetas Vasilis Torosidis 62' Petros Mantalos Andreas Samaris Sokratis Papastathopoulos |
| Kyle Casciaro 71' Mikey Yome 85' | wissels      | 62' Giannis Gianniotas 71' Alexandros Tziolis 73' Apostolos Vellios |
| Jamie Bosio 34' | gele kaarten | 32' Kostas Mitroglou |

### Tweede ontmoeting
| WK 2018 kwalificatie (scheidsrechter Giorgi Kroeasjvili, Piraeus, 10 oktober 2017):    |       |           |
| Griekenland                                                                            | 4 – 0 | Gibraltar |
| Vasilis Torosidis 32' Kostas Mitroglou 61' Kostas Mitroglou 63' Giannis Gianniotas 78' | goals |           |
| - Debuut van Tyson Ruiz (Glacis United FC) voor Gibraltar.                             |       |           |

GFA · A-internationals · Bondscoaches · Statistieken · Vrouwenelftal · Olympisch elftal · Gibraltar U19 · Gibraltar U17
2010 – 2019 ·
2020 − 2029
2013 ·
2014 ·
2015 ·
2016 ·
2017 ·
2018 ·
2019 ·
2020 ·
2021 ·
2022 ·
2023 ·
2024
Andorra ·
Armenië ·
België ·
Bosnië en Herzegovina ·
Bulgarije ·
Cyprus ·
Denemarken ·
Duitsland ·
Estland ·
Faeröer ·
Frankrijk ·
Georgië ·
Grenada ·
Griekenland ·
Ierland ·
Kosovo ·
Kroatië ·
Letland ·
Liechtenstein ·
Litouwen ·
Malta ·
Moldavië ·
Montenegro ·
Nederland ·
Noord-Macedonië ·
Noorwegen ·
Polen ·
Portugal ·
San Marino ·
Schotland ·
Slovenië ·
Slowakije ·
Turkije ·
Wales ·
Zwitserland
EPO · A-internationals · Bondscoaches · Selecties · Grieks vrouwenelftal · Olympisch elftal · Griekenland U21 · Griekenland U20 · Griekenland U19 · Griekenland U18 · Griekenland U17 · Griekenland U16
1920 – 1929 ·
1930 – 1939 ·
1940 – 1949 ·
1950 – 1959 ·
1960 – 1969 ·
1970 – 1979 ·
1980 – 1989 ·
1990 – 1999 ·
2000 – 2009 ·
2010 – 2019 ·
2020 − 2029
EK 1980 · 
EK 2004 · 
EK 2008 · 
EK 2012
WK 1994 · 
WK 2010 · 
WK 2014
OS 1920 · 
OS 1952 · 
OS 2004
1920 · 
1921–1928 · 
1929 · 
1930 · 
1931 · 
1932 · 
1933 · 
1934 · 
1935 · 
1936 · 
1937 · 
1938 · 
1939–1947 · 
1948 · 
1949 · 
1950 · 
1952 · 
1952 · 
1953 · 
1954 · 
1955 · 
1956 · 
1957 · 
1958 · 
1959 · 
1960 · 
1961 · 
1962 · 
1963 · 
1964 · 
1965 · 
1966 · 
1967 · 
1968 · 
1969 · 
1970 · 
1971 · 
1972 · 
1973 · 
1974 · 
1975 · 
1976 · 
1977 · 
1978 · 
1979 · 
1980 · 
1981 · 
1982 · 
1983 · 
1984 · 
1985 · 
1986 · 
1987 · 
1988 · 
1989 · 
1990 · 
1991 ·
1992 · 
1993 · 
1994 · 
1995 · 
1996 · 
1997 · 
1998 · 
1999 · 
2000 · 
2001 · 
2002 · 
2003 · 
2004 · 
2005 · 
2006 · 
2007 · 
2008 · 
2009 · 
2010 · 
2011 · 
2012 · 
2013 · 
2014 · 
2015 · 
2016 · 
2017 · 
2018 ·
2019 ·
2020 ·
2021 ·
2022 ·
2023
Albanië ·
Argentinië ·
Armenië ·
Australië ·
België ·
Bolivia ·
Bosnië en Herzegovina ·
Brazilië ·
Bulgarije ·
Canada ·
Chili ·
Colombia ·
Costa Rica ·
Cyprus ·
Denemarken ·
DDR · 
Duitsland ·
Ecuador · 
Egypte ·
El Salvador ·
Engeland ·
Estland ·
Ethiopië ·
Faeröer ·
Finland ·
Frankrijk ·
Georgië ·
Ghana ·
Gibraltar ·
Honduras ·
Hongarije ·
Ierland ·
IJsland ·
Israël ·
Italië ·
Ivoorkust ·
Japan ·
Joegoslavië ·
Kameroen ·
Kazachstan ·
Kosovo ·
Kroatië ·
Letland ·
Libië ·
Liechtenstein ·
Litouwen ·
Luxemburg ·
Malta ·
Marokko ·
Mexico ·
Moldavië ·
Montenegro ·
Nederland ·
Nieuw-Zeeland ·
Nigeria ·
Noord-Ierland ·
Noord-Korea · 
Noorwegen ·
Oekraïne ·
Oostenrijk ·
Palestina ·
Paraguay · 
Polen ·
Portugal ·
Qatar ·
Roemenië ·
Rusland ·
San Marino ·
Saoedi-Arabië · 
Schotland ·
Senegal · 
Servië · 
Slovenië ·
Slowakije ·
Sovjet-Unie ·
Spanje ·
Syrië ·
Tsjechië ·
Tsjecho-Slowakije ·
Turkije ·
Verenigde Staten ·
Wales ·
Wit-Rusland · 
Zuid-Korea ·
Zweden ·
Zwitserland
Colombia (2014) · 
Costa Rica (2014) · 
Duitsland (2012) · 
Ivoorkust (2014) · 
Japan (2014) ·
Polen (2012) ·
Portugal (2004, 2) · 
Rusland (2008) ·
Rusland (2012) ·
Spanje (2008) ·
Tsjechië (2012) ·
Zuid-Korea (2010) ·
Zweden (2008)